# Rinosuke Ichimaru
Toshinosuke Ichimaru, également connu sous le nom de Rinosuke Ichimaru, 市丸利之助 (), né à Karatsu le 20 septembre 1891 et mort au combat à Iwo Jima le 26 mars 1945, est un amiral japonais et aviateur pendant la Seconde Guerre mondiale.
Premier pionnier, puis pilote de chasse du service aérien de la Marine impériale japonaise, il commanda de nombreuses unités aériennes participant à la campagne de Guadalcanal durant la Seconde Guerre mondiale. En août 1944, il assuma le commandement des forces de la marine impériale présentes sur l'île d'Iwo Jima, et trouva sa mort au cours de la bataille contre les marines américains le 26 mars 1945.